# Park Krajobrazowy Orlich Gniazd
Park Krajobrazowy Orlich Gniazd, ve zkratce PKOG a česky lze přeložit jako Krajinný park Orlích hnízd nebo Chráněná krajinná oblast Orlích hnízd, je krajinným parkem, který se nachází ve Slezském vojvodství a Malopolském vojvodství v jižním Polsku. Rozkládá se v pásu jihovýchodně od města Čenstochová po města Olkusz a Wolbrom a mezi městy Zawiercie a Pilica.

## Geologie a geografie
CHKO Orlích hnízd je tvořena převážně z mezozoických skalních pásem vápencových hornin pocházejících ze dna moře a pozůstatků mořských organizmů. Také je zde parný vliv pískových půd z bývalých ledovců doby ledové. Významné jsou také krasové jevy. Geograficky se CHKO nachází ve vysočině Wyżyna Krakowsko-Częstochowska (Krakovsko-čenstochovská jura) mezi kaňony Przełom Warty koło Mstowa a Dolina Białej Przemszy. Nejvyšším geografickým bodem CHKO je Góra Janowskiego (nazývaná také Góra Zamkowa) s nadmořskou výškou 516 m.

## Příroda
Vápencové půdy a pískové půdy CHKO se vyznačují velkým počtem přírodních druhů, z nich mnohé jsou chráněné a některé dokonce endemity.

## Další informace
Nachází se zde také zříceniny středověkých hradů. Chráněnou krajinnou oblastí ve de síť turistických stezek a cyklostezek. Nejvíce využívaná stezka je Szlak Orlich Gniazd vedoucí z Krakova do Čenstochové.

## Galerie

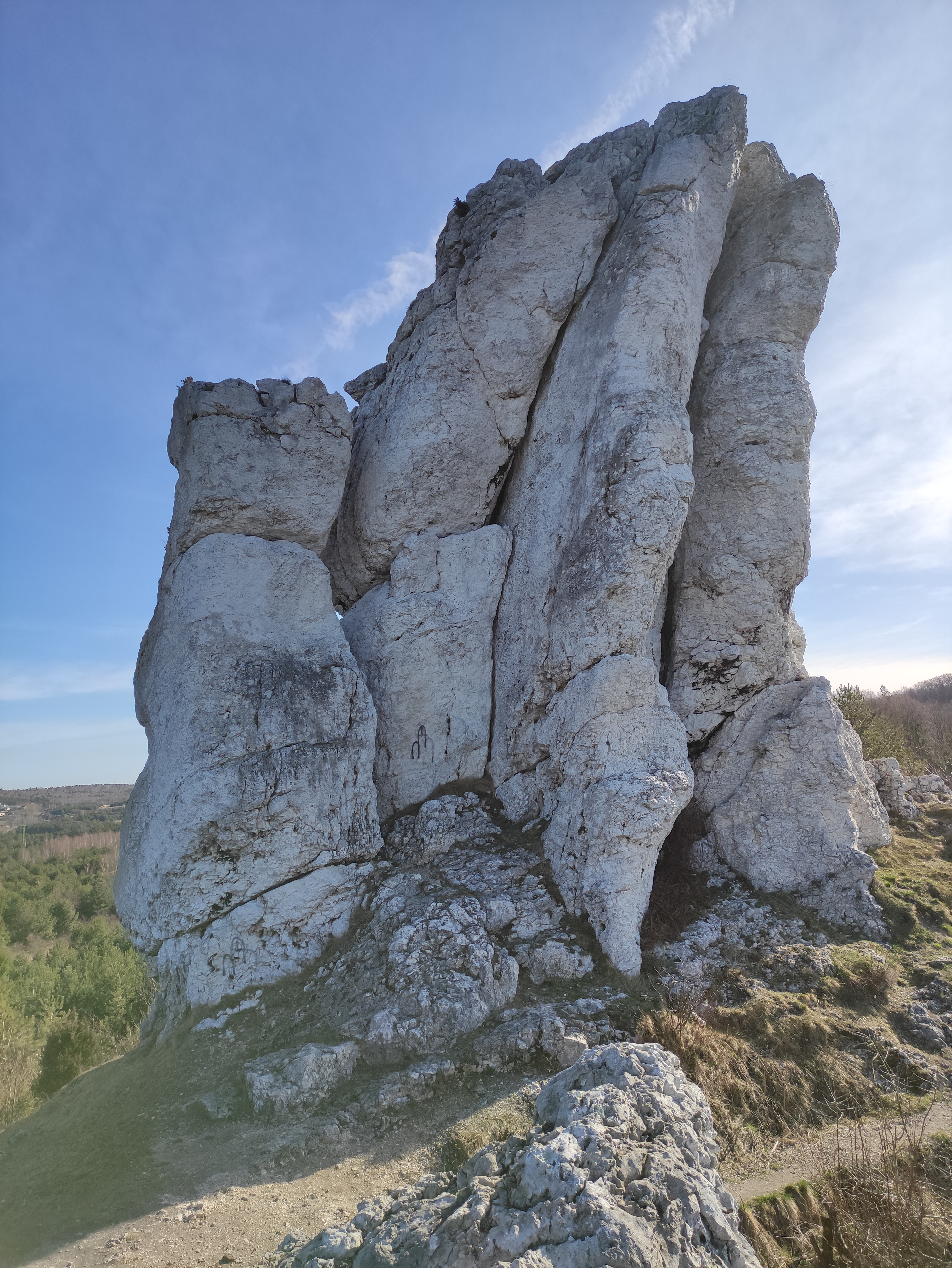
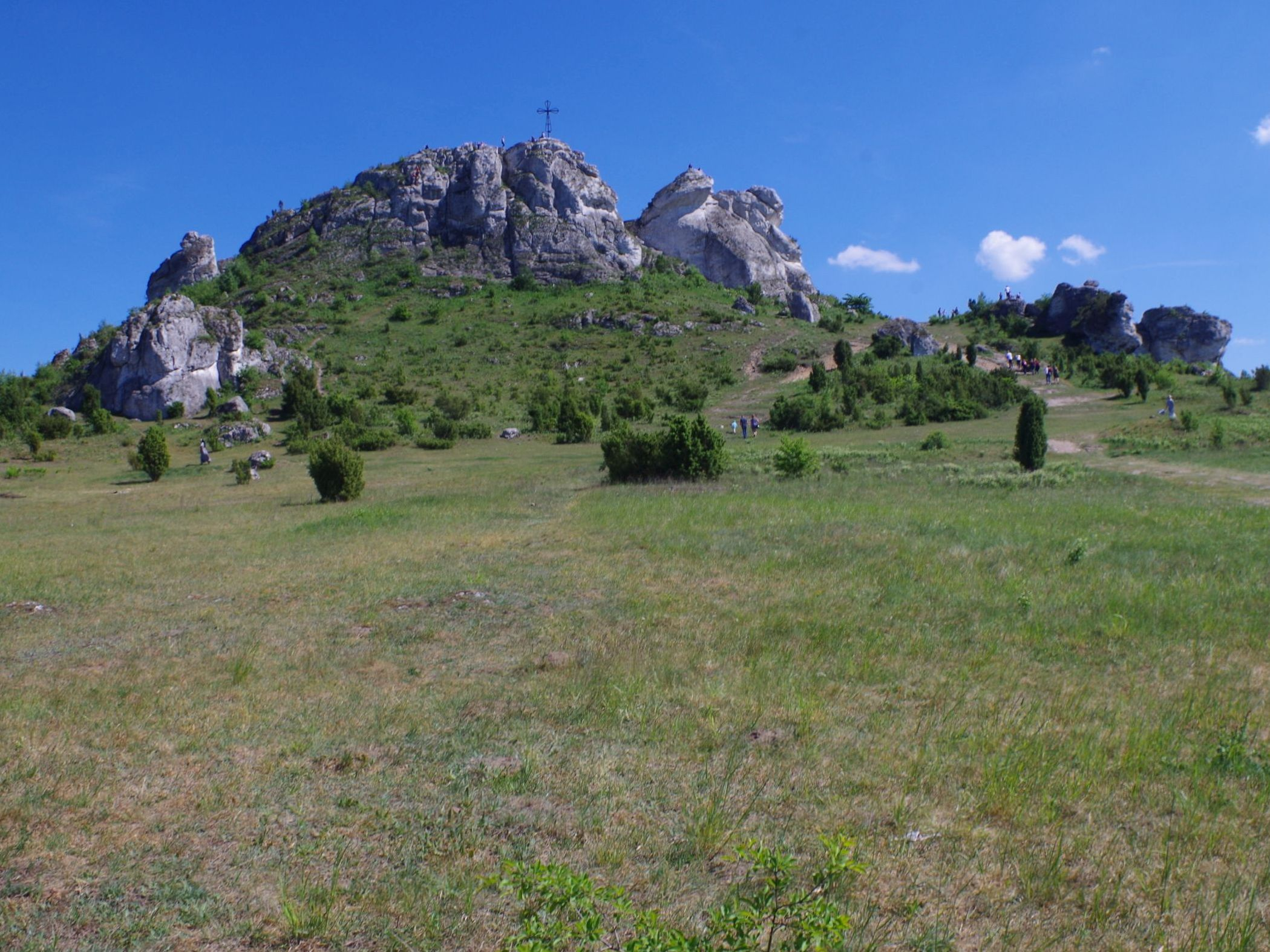
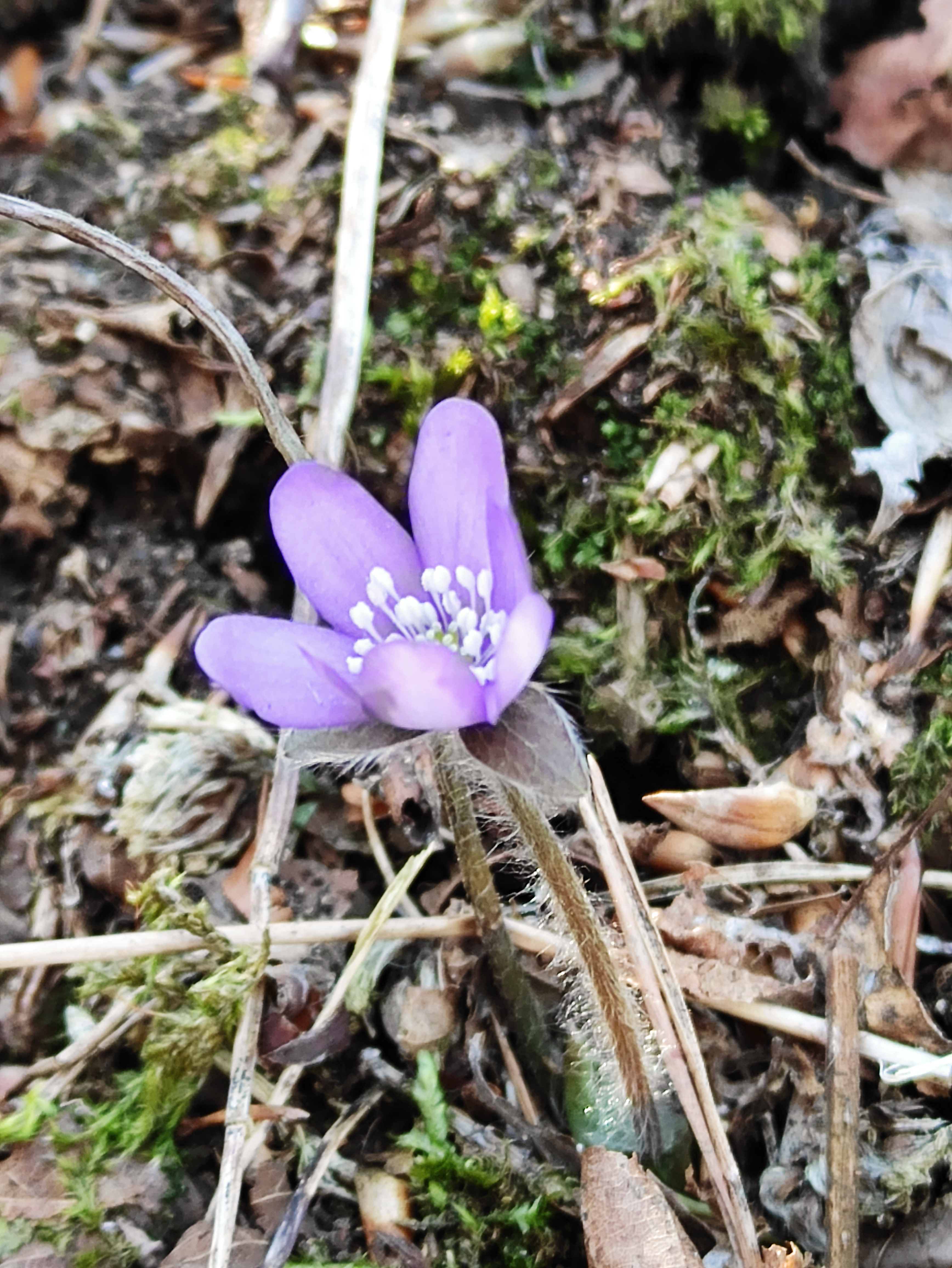
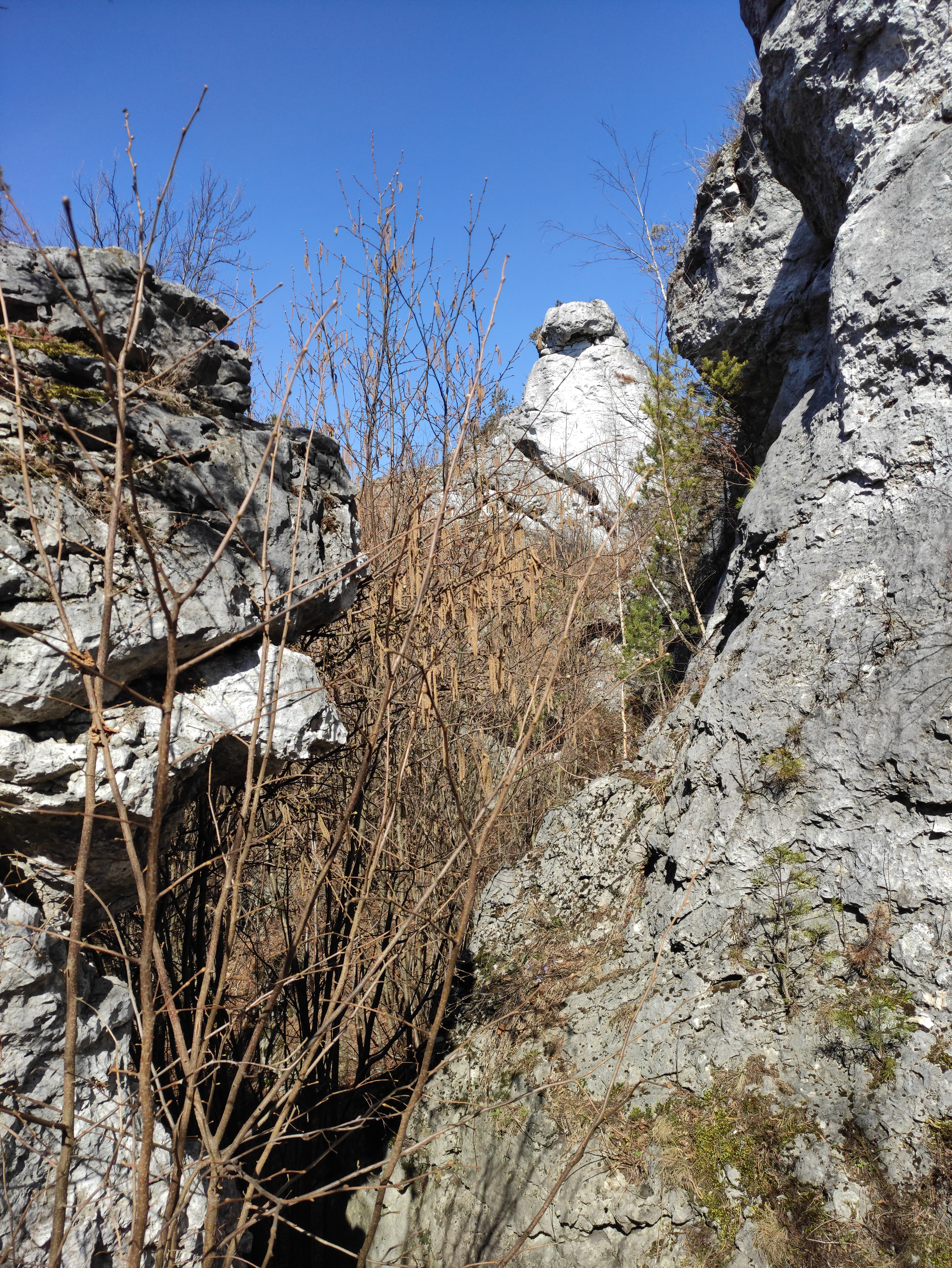